# Панинское (Рязанская область)
Панинское — село в Старожиловском районе Рязанской области России, входит в состав Старожиловского городского поселения.

## География
Село расположено в 13 км на запад от райцентра рабочего посёлка Старожилово. 

## История
Село Панинское в качестве деревни упоминается в платежных книгах 1628–29 годов, где оно значится в вотчине за Марией Ивановной Садыковой и сыном ее недорослем Дорофеем. Под именем села оно становится известным по окладным книгам 1676 года, где находившаяся в том селе церковь наименована Обновленскою. В приходе, кроме села, в котором упоминается двор боярина князя Юрия Никитича Барятинского, имя которого значится в числе бояр, подписавших соборное деяние об уничтожении царем Федором Алексеевичем местничества, деревни Мешенская и Слободка, в коих было 72 двора крестьянских, 8 дворов бобыльских и всего 83 двора. Каменная церковь с колокольней была построена в селе в 1776 году на средства князя Александра Барятинского. Внутри церковь была оштукатурена, содержалась «в крепости и надлежащей чистоте». Престолов было два: в настоящей - в память Обновления храма Воскресения Христова; в придельном - во имя Св. и Чуд. Николая. Церкви принадлежала церковно-приходская школа с церковной каменной сторожкой. Школа в селе была учреждена 24 октября 1891 года. На содержание ее от приходской церкви села Панинского выделялось 48 рублей. В 1915 году в ней обучалось 86 мальчиков и 43 девочки. Заведующим и законоучителем в школе с 1914 года был священник Петр Иванович Шилов.
В 1940 г. указывалось, что церковь считается действующей, так как юридически не была закрыта. Служба в ней не проводилась с 1939 года.
В XIX — начале XX века село входило в состав Большесельской волости Пронского уезда Рязанской губернии. В 1906 году в селе было 117 дворов. 
С 1929 года село являлось центром Панинского сельсовета Старожиловского района Рязанского округа Московской области, с 1937 года — в составе Рязанской области, с 2005 года — в составе Старожиловского городского поселения.

## Население
| 1859 | 1897 | 1906 | 2010 | 2023 |
| ---- | ---- | ---- | ---- | ---- |
| 546  | ↗687 | ↗879 | ↘3   | ↘0   |

## Достопримечательности
В селе расположена действующая Церковь Воскресения Словущего (1776). 